# Carcere di Trapani
La casa di reclusione di Trapani "Pietro Cerulli" ovvero la casa circondariale di Trapani è un carcere che si trova nella frazione Casa Santa del comune di Erice, in via Madonna di Fatima, 222, nel quartiere di San Giuliano.
A Trapani venne impiegato come carcere fino al 1965, il Castello della Colombaia.
L'odierna struttura, progettata nel 1949 dall'architetto Giovanni Patti di Palermo, e pronta nel 1958, occupa un'estensione di 92451 m².
Fu inaugurato il 30 maggio 1965 alla presenza del guardasigilli Oronzo Reale. Alla fine degli anni '90 è stata anche inaugurata un'aula-bunker adiacente al carcere, costruita appositamente per ospitare i numerosi imputati del maxi-processo denominato "Omega" nei confronti dei vertici della mafia trapanese. Nel 2018 l'aula-bunker è stata intitolata a Giuseppe Montalto, agente penitenziario assassinato dalla mafia nel 1995.
L'istituto è in grado di ospitare 400 detenuti, ma la capienza definita "tollerabile" raggiunge i 500 detenuti.
Come tutte le carceri italiane anche quello di Trapani soffre di problemi di sovraffollamento. Per questo è stata annunciata la costruzione di un nuovo padiglione da 200 posti.
Il personale di Polizia Penitenziaria presente all'anno 2014 è di 280 unità divise tra Commissari, Ispettori, Sovrintendenti, Assistenti e Agenti.
La Casa Circondariale di Trapani inoltre è sede del Nucleo Operativo del servizio delle Traduzioni e Piantonamenti, che ha competenza provinciale, quindi anche delle carceri di Castelvetrano e di Favignana.